# البهائية في لبنان
البهائية في لبنان لها أتباع لا يقل عددهم عن عدة مئات من الأشخاص في لبنان يعود تاريخهم إلى عام 1870. تضم الجماعة حوالي 400 شخص، مع وجود مركز في بيت مري، على مشارف العاصمة بيروت، ومدافن في مشغرة وخالد، ومن جهة أخرى، قدرت جمعية أرشيف بيانات الأديان (استنادًا إلى الموسوعة المسيحية العالمية) حوالي 3,900 بهائيًا في عام 2005.

## التاريخ

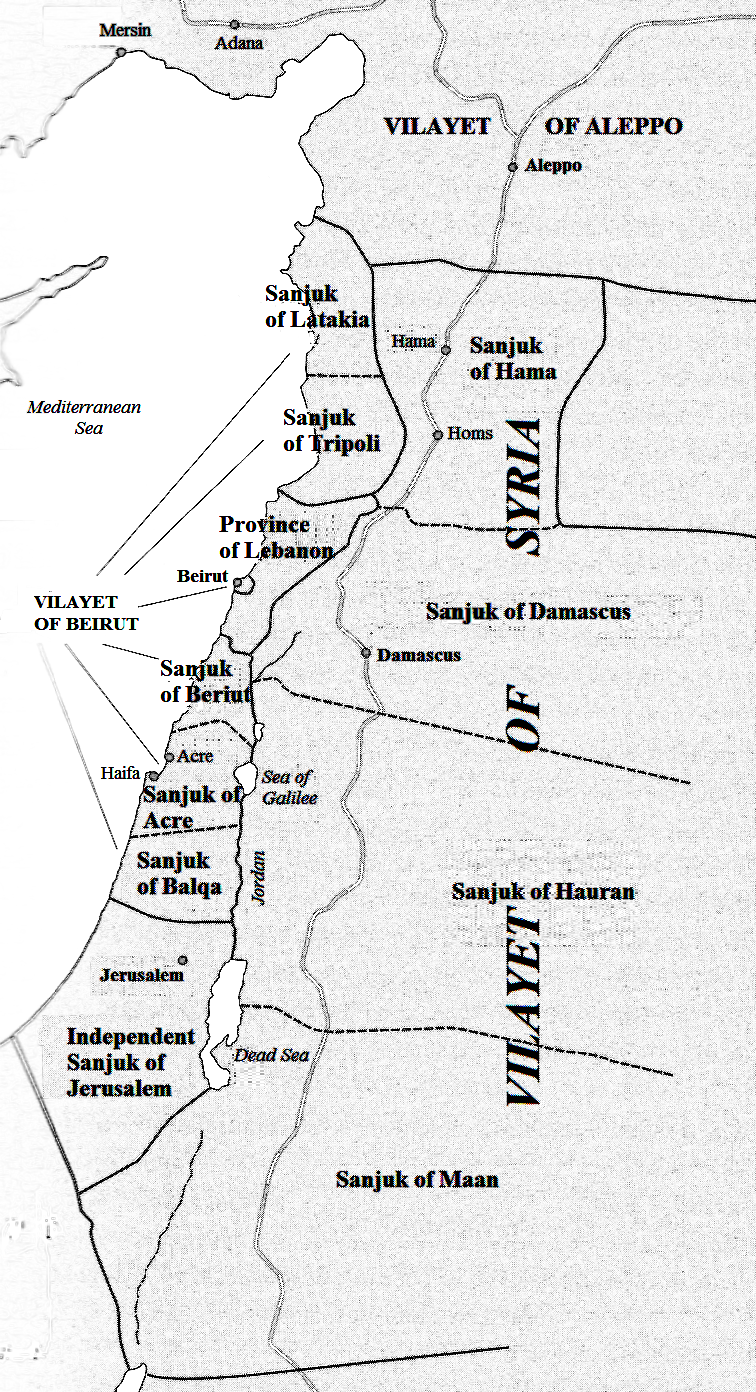
تقسيمات الدولة العثمانية عندما وصل أول بهائيين إلى لبنان

كان أول بهائيين جاءوا إلى لبنان في السبعينات من القرن التاسع عشر هم إيرانيون. وكان مؤسس الدين البهائي بهاء الله قد نُفي إلى عكا، التي كانت في ذلك الوقت جزءًا من نفس الدولة العثمانية، أي ولاية بيروت.
في عام 1880، زار عبد البهاء، ابن بهاء الله، بيروت بدعوة من مدحت باشا، والي ولاية سوريا العثمانية. وصفت إحدى الصحف في بيروت زيارته قائلة "وصل إلى مدينتنا صاحب السعادة، العالم الجليل، الذكي والمشهور عباس أفندي، المقيم في مدينة عكا". بعد الزيارة، كتب بهاء الله "لوح أرض با"، الذي وُصف لاحقًا بأنه "إشادة رائعة" بـ عبد البهاء.
أثناء زياراته لبيروت، التقى عبد البهاء أيضًا بـ محمد عبده، أحد الشخصيات الرئيسية في حداثة إسلامية والسلفية، في وقت كان فيه الرجلان يعارضان العالم العثماني ويشتركان في أهداف إصلاح ديني مماثلة. محمد رشيد رضا يؤكد أنه خلال زياراته لبيروت، كان عبد البهاء يحضر جلسات دراسة محمد عبده. بشأن لقاءات عبد البهاء ومحمد عبده، يؤكد شوقي أفندي "أن عدة مقابلات له مع الشيخ المعروف محمد عبده ساهمت في تعزيز مكانة المجتمع البهائي بشكل هائل ونشر شهرة أبرز أعضائه."
في عام 1894، اعتنق مسيحي لبناني يدعى إبراهيم جورج خير الله الدين البهائي أثناء سفره إلى القاهرة. بعد أن كتب له عبد البهاء لوحًا خاصًا، انتقل إلى شيكاغو في الولايات المتحدة وكان له دور بارز في تحويل العديد من الأتباع البهائيين الأوائل هناك.
كان في بيروت في أوائل القرن العشرين اثنان من الجامعات البارزة، الجامعة الأميركية في بيروت وجامعة القديس يوسف (بيروت), تضم طلاب بهائيين بشكل كبير. تم تسجيل أول طالب بهائي في التسعينيات من القرن التاسع عشر، وتم تأسيس "جمعية الطلاب البهائيين في بيروت" في عام 1906، وبحلول عام 1929 كان هناك أكثر من 60 طالبًا بهائيًا من إيران والعراق ومصر وفلسطين. وكان للجامعة دور في تعزيز "العالمية" كقيمة أساسية، واعتبرت الطلاب البهائيين مساهمة هامة في هذا الرؤية. درس شوقي أفندي في الجامعة الأميركية في بيروت وتخرج منها في عام 1917.
في عام 1923، اعتنق إمام شيعي في قرية مشغرة الدين البهائي، وأصبحت تلك القرية مركزًا للجماعة، مع وجود التجمع الروحي المحلي الوحيد في لبنان.
أفادت موسوعة الشرق بوجود 4,000 بهائي يعيشون في لبنان، أي حوالي 0.13% من السكان.
في عام 1968، أصبح الأكاديمي البهائي البارز سهيل بشروئي أستاذًا زائرًا في الجامعة الأميركية في بيروت. وفي الثمانينات تم تعيينه مستشارًا من قبل الرئيس أمين الجميل، مما يدل على مدى قبول البهائيين في المجتمع. بشروئي معروف بأنه باحث في جبران خليل جبران، وله العديد من المؤلفات عنه ويشغل حاليًا كرسي جبران خليل جبران للقيم والسلام في جامعة ميريلاند.

## المعاملة
الديانة البهائية ليست واحدة من الأديان الـ 18 دينًا في لبنان، لذا يتم إدراج العديد من البهائيين رسميًا وفقًا لديانة أسلافهم، ومعظمهم شيعة. لا يُعترف بـ الزواج في البهائية، لذا يميل البهائيون إلى السفر إلى قبرص لإقامة حفل زفاف مدني، والذي يُعترف به عند عودتهم. بخلاف ذلك، يُسمح للبهائيين بممارسة دينهم علنًا دون أي مشاكل.

## قراءة إضافية
- الوثائق ذات الصلة والجدول الزمني في المكتبة البهائية على الإنترنت